# Glenfield, England
Glenfield är en ort i civil parish Glenfields, i distriktet Blaby, Storbritannien. Den ligger i grevskapet Leicestershire och riksdelen England, i den södra delen av landet, 150 km nordväst om huvudstaden London. Glenfield ligger 98 meter över havet och antalet invånare är 10 000. Glenfield var en civil parish fram till 1935 när blev den en del av Glenfields. Civil parish hade 1 590 invånare år 1931. Byn nämndes i Domedagsboken (Domesday Book) år 1086, och kallades då Clanefelde.
I Glenfield finns administrationen för grevskapet Leicestershire.